# Mühlberg (Schneeberg)
Mühlberg ist ein Gemeindeteil der Bergstadt Schneeberg  im Erzgebirgskreis. Er wurde 1863 nach  Neustädtel eingemeindet und gehört seit der Eingemeindung Neustädtels im Jahre 1939 zu Schneeberg.

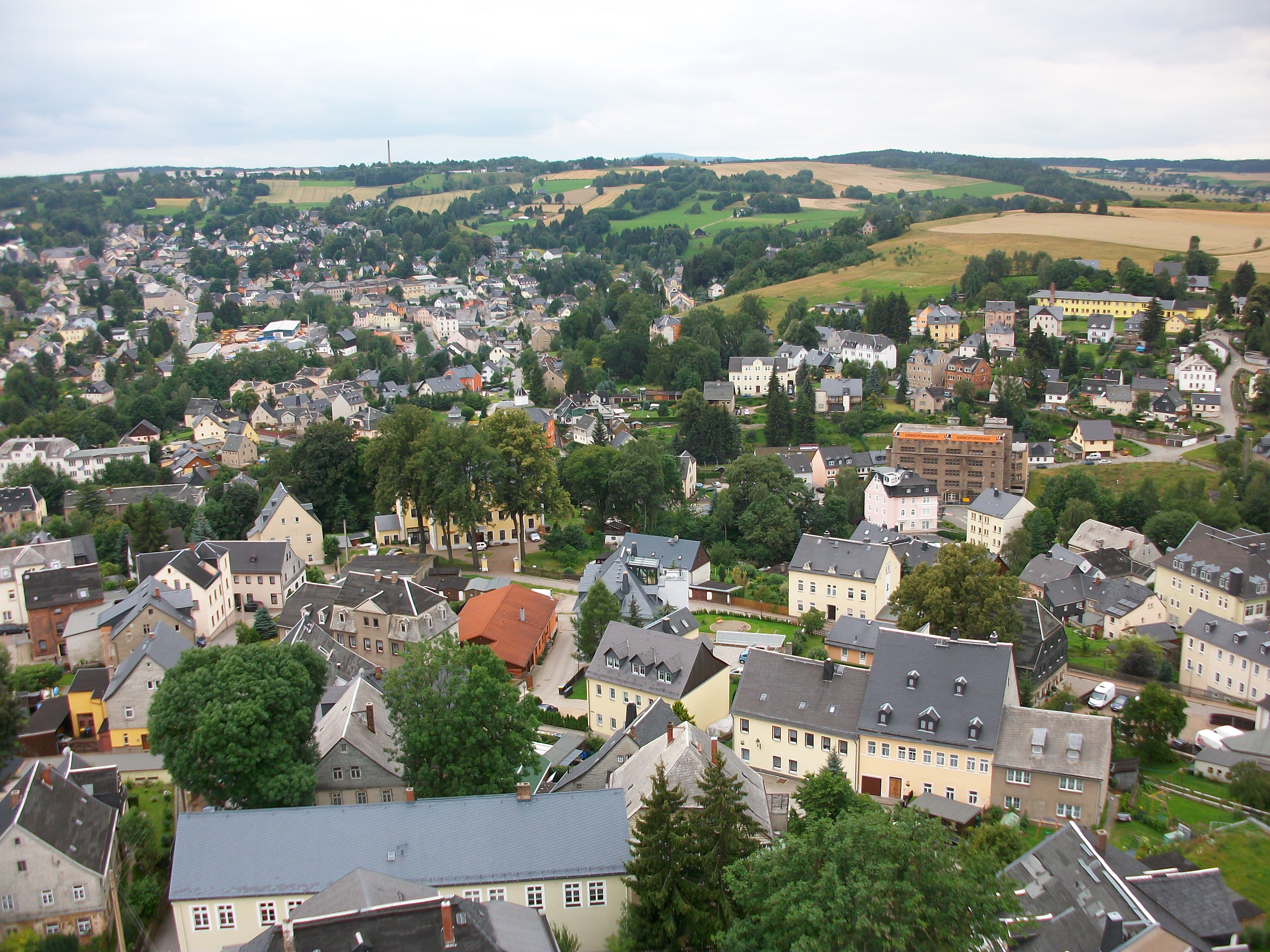
Blick von St. Wolfgang auf den Mühlberg (rechts) und Neustädtel (links)

## Geographische Lage
Der Ortsteil liegt am Hang des namensgebenden Mühlberges (520 m), einem der drei Wappenberge der Bergstadt Schneeberg. Am Fuß des Berges fließen der Lindenauer Bach und der Griesbach, beides Quellbäche des Schlemabaches. Die Ortslage ist heute im Stadtgebiet von Neustädtel und Schneeberg aufgegangen.

## Geschichte

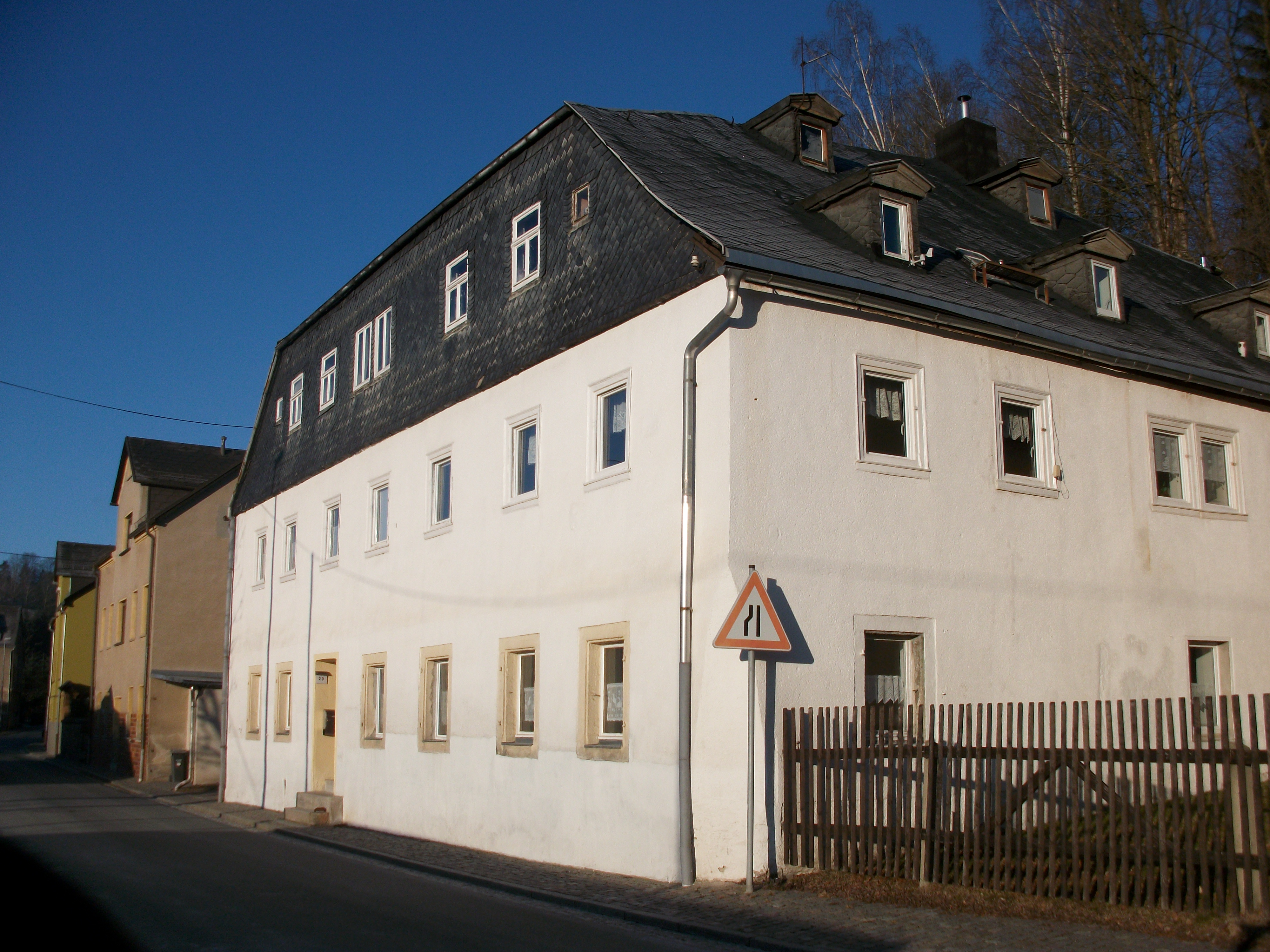
Ehemaliges Rathaus der Gemeinde Mühlberg in der Forststraße in Neustädtel

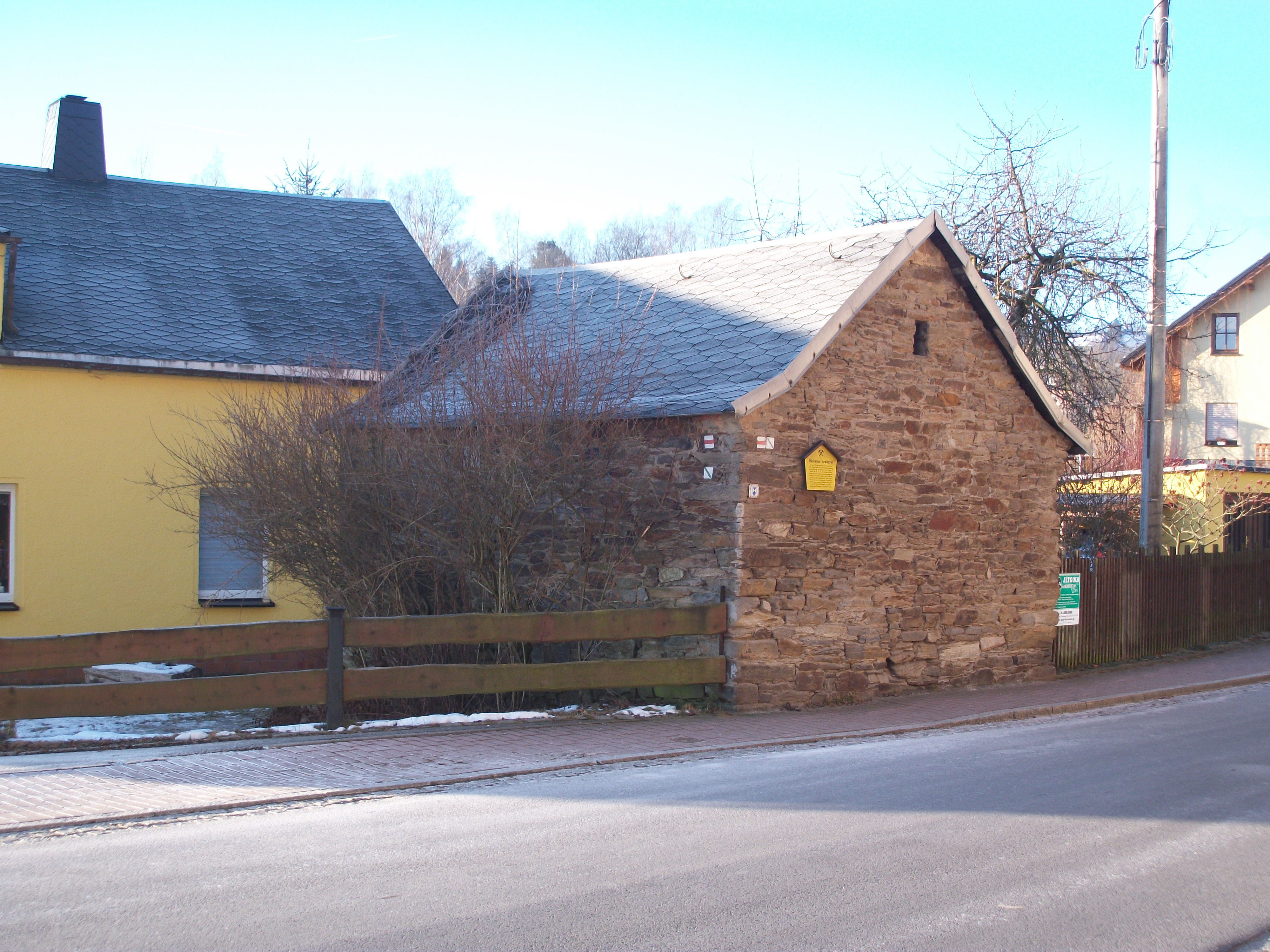
Fundgrube Eiserner Landgraf

Über die Geschichte des selbstständigen Ortes Mühlberg ist wenig bekannt, da er immer im Schatten der bedeutenden Bergstädte Schneeberg und Neustädtel stand. Er stand um 1550 unter der Rechtsprechung des Rates der Stadt Schneeberg, gehörte aber nicht zur Stadt. Die Streusiedlung bestand um 1612 aus sieben Häusern und gehörte zu diesem Zeitpunkt zum Rittergut Niederschlema. Das für den Ort zuständige Amt war zunächst das Amt Zwickau, ab 1816 das Amt Schwarzenberg  und ab 1843 das Amt Kirchberg. In dieser Zeit wohnten 348 Menschen in Mühlberg. Ab 1856 war das Gerichtsamt Schneeberg für den Ort zuständig.
Der Ort erließ mehrere Gesuche, an die Stadt Schneeberg angeschlossen zu werden, welche alle abgelehnt wurden. 1863 wurde der verarmte Mühlberg in die Bergstadt Neustädtel eingemeindet und kam 1875 zur Amtshauptmannschaft Schwarzenberg. In dem ehemaligen Arbeiterlokal Grüne Laube, in dem 1890 der sozialdemokratische Wahlverein gegründet wurde, sprachen zwischen 1874 und 1878 Wilhelm Liebknecht und 1889 August Bebel.
1939 wurde Neustädtel mit Mühlberg nach Schneeberg zwangseingemeindet. In den 1930er Jahren entstand auf dem Mühlberg der Schrotschacht, welcher bis in die Zeit des Uranbergbaues im Schneeberger Revier in den 1950er Jahren bestand. Die Fundgrube "Eiserner Landgraf" in der Forststraße ist bis heute ein Zeuge der älteren Bergbauzeit.

## Religion
Obwohl Mühlberg politisch und auch kirchlich zu Neustädtel gehörte, hat ein Teil der Bewohner seine kirchlichen und schulischen Wurzeln in Schneeberg.

## Tourismus
Auf dem Mühlberg befindet sich das bekannte Berghotel Steiger. An der Fassade des Hauses befindet sich das Gemälde einer Bergparade.
Die an der Karlsbader Straße stehende chinesische Pagode im Garten des Steigers Sieber entstand in den Jahren 1771/72 durch den Handelsherren Christian Heinrich Richter. Er ließ aufgrund einer Hungersnot das umliegende Schachtgelände in einen Garten umwandeln.

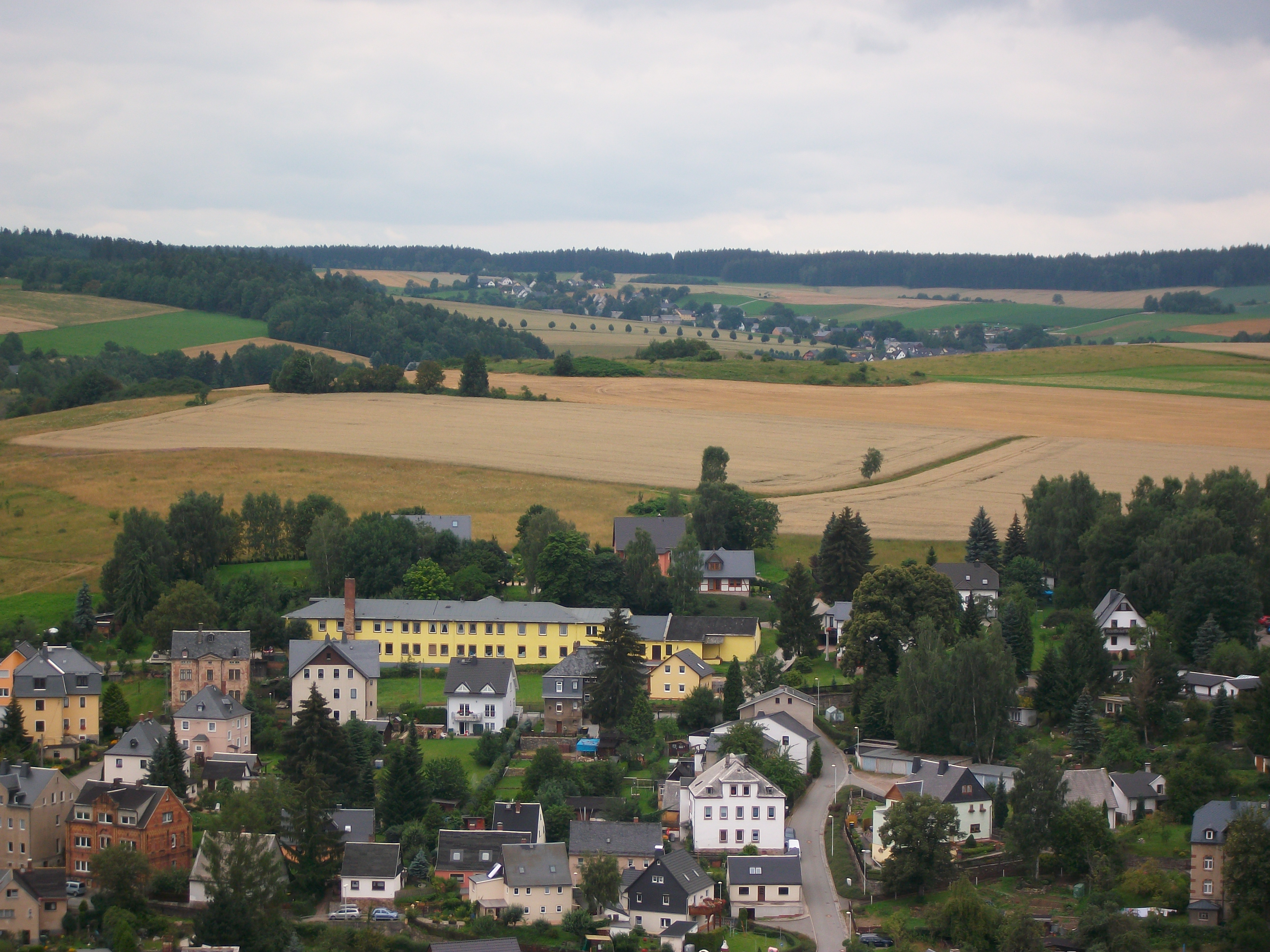
Berghotel Steiger mit Lindenau im Hintergrund

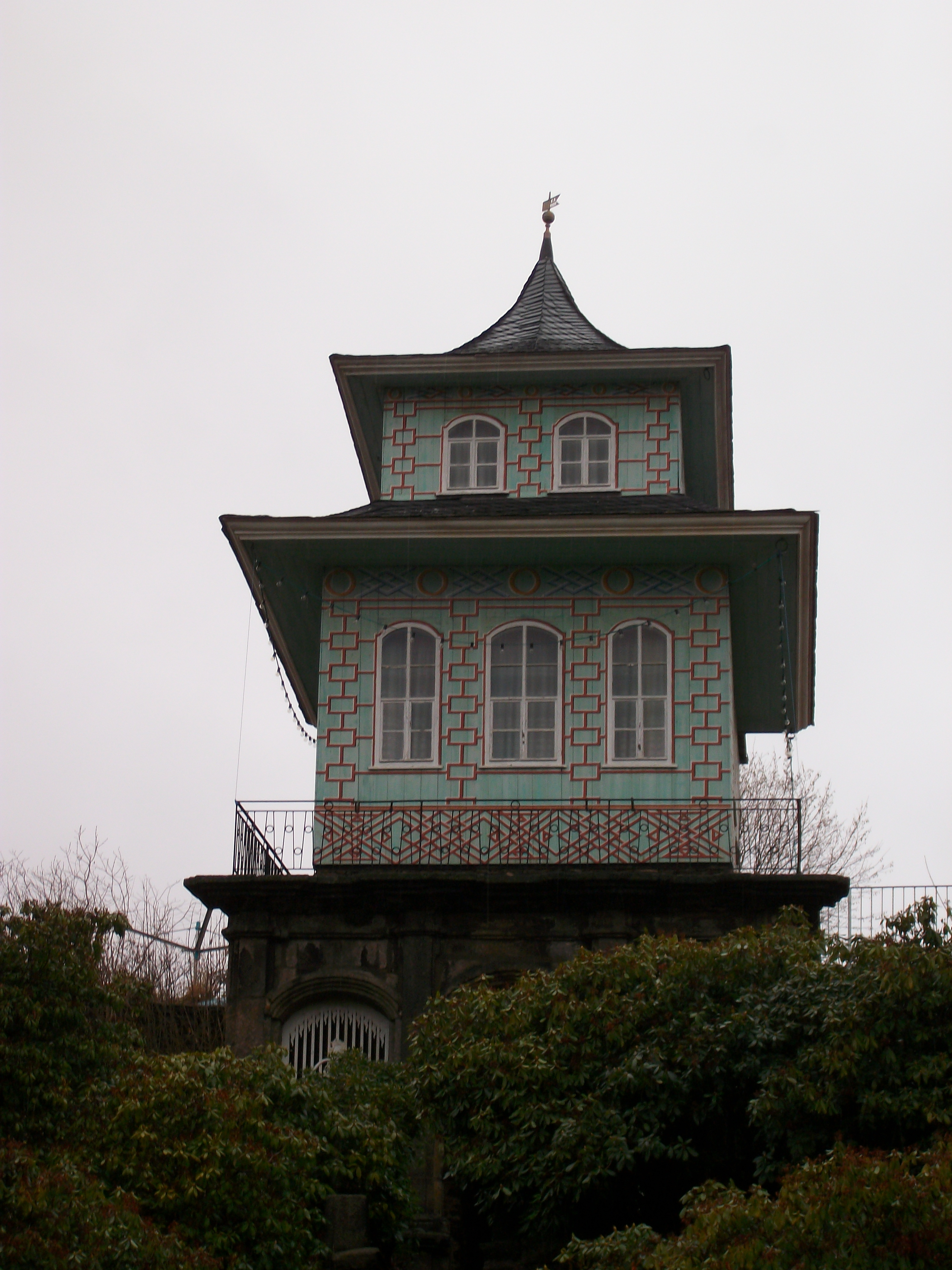
Siebersche Pagode

## Infrastruktur
Am Fuß des Mühlberges entstand in den 1990er Jahren das neue Hauptgebäude der Freiwilligen Feuerwehr Schneeberg.

### Verkehr
Seit der Freigabe der Teilortsumgehung Schneeberg wird der Mühlberg von der Bundesstraße 93 tangiert. Der Güterschuppen des Bahnhofes Schneeberg-Neustädtel der Schlematalbahn lag auf dem Grund der Gemeinde Mühlberg.